# 风雅
风雅（1924年4月4日—2020年3月28日），河南维先人，越南儿童音乐家、作曲家。

## 生平
原籍河南维先，本名阮文祥（Nguyễn Văn Tường），从小在河内长大，热爱音乐。1944年回乡参加青年运动，并加入越南獨立同盟會。期间以风雅为笔名，发表处女作《儿童快步走》。1945年调入河内，任儿童救国会书记，从事儿童歌曲创作活动。《我们一起向上走》等经典曲目成为少年先锋队的传统歌曲。1954年任《少年先锋报》首任总编辑。1996年获首届文化艺术国家奖。2001年获文化艺术胡志明獎。2020年3月28日在河內市逝世，享耆壽95歲。

## 知名曲目
- 《儿童快步走》（Nhanh bước nhanh nhi đồng）
- 《我们一起向上走》（Cùng nhau ta đi lên）
- 《谁比少年儿童更爱胡志明伯伯》（Ai yêu Bác Hồ Chí Minh hơn thiếu niên nhi đồng）
- 《他永远活着》（Anh còn sống mãi）
- 《金童》（Kim Đồng）